# Rio Camaratuba
O rio Camaratuba é um rio brasileiro que banha o litoral do estado da Paraíba. O Camaratuba nasce no município de Serra da Raiz, A nascente principal do rio Camaratuba, no local chamado Augusto, na cota mais elevada do município de Serra da Raiz está situada na Fazenda Várzea, zona urbana da cidade. Os moradores lembram que em diversas secas esta nascente nunca secou e abasteceu a cidade para consumo humano. No período chuvoso esta nascente se comunica com outras nascentes que estão abaixo e dão origem a pequenos açudes em locais de menor altitude como o da Fazenda Flores, antiga SUDENE, até alcançar a Fazenda Serra Limpa ainda no município de Serra da Raiz. E deságua numa foz do tipo estuário entre os municípios de Baía da Traição e Mataraca. Próximo a sua foz, na Barra de Camaratuba, são disputados campeonatos de surfe em determinadas épocas do ano, em virtude de ser a porção do litoral paraibano onde há melhores ondas para a prática desse esporte.

## Etimologia
O topônimo Camaratuba é uma corruptela do tupi camará-tyba, que em português significa «camará abundante».

## Bacia hidrográfica

### Canal Acauã–Araçagi
Considerada a porta de entrada das águas do rio São Francisco no estado, que chegara via «Canal Leste», o canal Acauã–Araçagi é uma obra de grande envergadura, orçada em 933 milhões de reais. A obra foi iniciada em outubro de 2012 e prevê-se que irrigará 16 mil hectares de terras agricultáveis. O canal foi considerado a maior obra hídrica dos últimos trinta anos na Paraíba, pois terá terá 112 km de extensão quando estiver concluído, e garantirá água para 500 mil habitantes de 35 cidades.
Tal canal visa integrar as bacias hidrográficas da região litorânea paraibana a fim de aproveitar as águas vindas do São Francisco. Finda a construção, haverá conexão entre as bacias e sub-bacias do Paraíba, Camaratuba, Gurinhém, Miriri e Araçagi–Mamanguape.